# دیوید مالمبانا
دیوید مالمبانا (انگلیسی: David Malembana؛ زادهٔ ۱۱ اکتبر ۱۹۹۵) بازیکن فوتبال است.
از باشگاه‌هایی که در آن بازی کرده‌است می‌توان به باشگاه فوتبال دینامو برلینر اشاره کرد.
وی همچنین در تیم ملی فوتبال موزامبیک بازی کرده‌است.